# Realitatea TV
Realitatea TV, membră a grupului Realitatea-Cațavencu a fost prima televiziune din România dedicată știrilor. A apărut în anul 2001 ca un post generalist condus de Silviu Prigoană și s-a reprofilat într-un timp scurt pe transmisia 24 de ore din 24 a programelor informative. Filozofia postului este că evenimentul guvernează programul, astfel încât în orice moment desfășurătorul de emisie poate fi dinamizat cu informații de ultimă oră. Grila de programe a Realității TV a cuprins în special jurnale de știri (din oră în oră), dar și emisiuni de analiză politică, socială, culturală și științifică.
Printre cei mai cunoscuți jurnaliști și oameni de media din România, prezenți la Realitatea TV, se numără: Emil Hurezeanu, Melania Medeleanu, Stelian Tănase, Mircea Dinescu, Andreea Crețulescu, Letiția Zaharia, Cosmin Prelipceanu și Mihai Tatulici.
Sloganul mărcii Realitatea (care a inclus postul de televiziune Realitatea TV, postul de radio Realitatea FM și site-ul de web Realitatea.NET) a fost „Deschide lumea.” 
Realitatea TV a făcut parte din trustul de presă Realitatea Media, care a fost prezent pe piața radio, prins și online.
Pe data de 30 octombrie 2019, Realitatea TV a fost închis și a fost înlocuit de Realitatea Plus. Cu această ocazie a fost schimbat logo-ul cu un logo nou.

## Istoric

### 2001 - 2004
În 2001 se lansează postul Realitatea TV, primul post de știri din România, creat de omul de afaceri Silviu Prigoană. În 2002 Realitatea TV devine prima stație de știri transmise 24 de ore din 24, având buletine informative la fiecare oră și două benzi „crawl”, care rulează simultan în partea de jos a ecranului, unde sunt afișate cele mai recente informații. Între anii 2002-2003 Realitatea TV își extinde distribuția până la 80-90% din întreaga rețea de cablu din România. Se începe transmisiunea în străinătate, prin satelit.
Pe 22 noiembrie 2004: Realitatea TV perfectează parteneriatul cu CNN. În urma acestui eveniment, jurnaliști Realității TV urmează programul IPP CNN (International Professional Program).

### 2005 - 2007
Pe 16 ianuarie 2005 are loc „Iadul din Paradis” - Realitatea TV, împreună cu World Vision România, lansează o campanie de strângere de fonduri pentru victimele dezastrului care a lovit coasta de Sud Est a Asiei. Suma colectată prin această campanie a fost de aproximativ 0,4 milioane de dolari destinați ajutorării populației sinistrate din Banda Aceh, Indonezia.
Pe 28 aprilie 2005 „Realitatea construiește digul” – Realitatea TV, împreună cu World Vision România, lansează o campanie de strângere de fonduri pentru victimele inundațiilor devastatoare din vestul României. S-au strâns cu această ocazie 1 milion de dolari pentru reconstrucția caselor în zonele afectate.
Pe 8 iunie 2005: Realitatea TV primește premiul APTR (Asociatia Profesioniștilor în Televiziune din România) la categoria „Știri”. În cadrul aceleiași festivități au mai fost premiate alte două emisiuni – un talk-show și Revista Presei, în timp ce toate cele trei nominalizări la categoria talk-show au fost emisiuni în cadrul Realitatea TV.
În iunie 2005 Realitatea TV și Connex (între timp  Vodafone) au semnat un parteneriat exclusiv pentru transmisiunile TV 3G.
În august 2005, potrivit unui studiu publicat în luna august 2005 de „Capital”, având la bază interviuri cu lideri de opinie din țara noastră, Realitatea TV este prezentată drept cea mai credibilă stație TV din România.
Pe 9 mai 2006 Realitatea TV primește un nou premiu APTR (Asociația Profesioniștilor în Televiziune din România) pentru emisiunile sale informative („Jurnalul Realității”, „Editorii Realității” și „Realitatea Zilei”).
În 2007 Realitatea TV suferă un rebranding, Cosmin Prelipceanu se întoarce în echipă și își face parte prima oară apariția Laura Chiriac.
Realitatea TV este prezentă și în Republica Moldova prin rețele de cablu tv și satelit.

### 2008 - 2009
La începutul anului 2008, Realitatea TV lansa campania "Pune taxa la zid!" cu motto-ul "Taxa lor, banii tăi", în care oamenii, șoferii nemulțumiți de noua taxă auto (taxa de înmatriculare) erau invitați să semneze o petiție împotriva acesteia, petiție ce urma să ajungă pe 18 februarie la Strasburg, fiind semnată de 120 000 de persoane. Inițiativa Realității TV a funcționat, taxa fiind eliminată, chiar dacă mai târziu, a fost impusă o taxă mai mică, numită "taxă de mediu".
„Am vorbit cu ei, ne așteaptă, o să depundem petiția asta. Foarte interesant că de obicei ei sunt impresionați atunci când o petiție este semnată de câteva mii de oameni, adică cam până pe la cinci mii; o iau în seamă, e foarte importantă, reacționează la ce scriu, la ce cer cei cinci mii de oameni; ei, noi avem o sută douăzeci de mii...”—Cosmin Prelipceanu
Pe 4 august 2008 Realitatea TV și UNICEF împreună cu Romtelecom Romsilva încep campania România prinde rădăcini, cu sloganul „Copiii sădesc viitorul.”, campanie de strângere de fonduri pentru ajutorarea sinistraților în urma inundațiilor din iulie 2008. Campania debutează cu un teledon transmis în direct de Realitatea TV și de Realitatea FM, prezentat de Andreea Marin Bănică și Mihai Tatulici și la care participă - pe lângă echipa Realitatea TV - renumite personalități românești ca sportivele Andreea Răducan și Gabriela Szabo, regizorul Sergiu Nicolaescu, artiștii Johnny Răducanu, Nicola, Tudor Chirilă dar și președintele Traian Băsescu și la acea vreme premierul Călin Popescu Tăriceanu. Odată cu acest teledon, Realitatea TV lansează și o acțiune de plantare a un milion de arbuști, arbuști donați de Romsilva.
„Noi ne-am gândit să ne dăm o mână de ajutor, nouă tuturor, pentru viitor, iar un milion de arbuști plantați înseamnă un ajutor pentru câteva generații.”—Mihai Tatulici
Campania s-a desfășurat până în acest moment cu succes, însă dezinteresul autorităților a dus la pierderea unei părți importante din plantație.
Tot în 2008 este lansată în prime-time emisiunea "Realitatea te privește" moderată de Andreea Crețulescu, emisiune care se impune în scurt timp în topurile de audiență, reușind să ridice semnificativ poziția postului Realitatea TV în clasamentul televiziunilor din România.
În anul 2009 poziția în clasament a postului a crescut considerabil, fiind o bună bucată de vreme a treia cea mai vizionată televiziune după Pro TV și Antena 1. Pe 27 mai, Realitatea TV a primit încă patru premii din partea Asociației Profesioniștilor în Televiziune din România. Premiul special al juriului a fost acordat jurnalistului Emil Hurezeanu, pentru analizele politice din emisiunile postului Realitatea TV. Reporterul Adelin Petrișor a primit cu Premiul pentru documentar politic pentru producția „Vânătorii de talibani”. Membrii juriului au acordat Premiul pentru anchetă tot postului Realitatea TV, pentru materialul "Cu-n picior în apă, și altul în groapă" realizat de Camelia Moise. A fost distins și reporterul Realitatea TV Vali Știrbu cu Premiul „Condiția umană”, pentru materialul „Integrat sub pământ”.
Pe data de 13 februarie 2009 a fost lansată stația locală Realitatea TV Bistrița.
Pe data de 29 mai 2009 a fost lansat Realitatea TV Bacău, post local pentru orașul Bacău.

### 2010 - 2019
La data de 25 octombrie 2010, managementul Realitatea Media a fost preluat de Sebastian Ghiță, proprietarul Asesoft.
În 30 aprilie 2011, omul de afaceri Elan Schwartzenberg a preluat 92% din acțiunile postului de televiziune.
În septembrie 2011 , societatea Realitatea Media a intrat în insolvență .
La 23 octombrie 2011, postul de televiziune Realitatea TV, sub conducerea lui Elan Schwartzenberg, și-a mutat studiourile pe Șoseaua București - Ploiești. O parte din  personalul acestui post de televiziune a hotărât să rămână în studiorile de la Casa Presei Libere, alături de fostul manager, Sebastian Ghiță, pentru a întemeia un noul post de televiziune România TV (inițial denumit „RTV”).
Din martie 2013, televiziunea este patronată de Cozmin Gușă și Maricel Păcuraru. Ceilalți asociați sunt: Sindicatul Național „Petrom-Energie”  cu 5,4%, PSV Company SA  cu 7,5%, SC Global Video Media SRL cu 0,5%. Florin Bercea, Eugen Gheorghe Luha  și Gheorghe Cristian Toroipan  au fiecare câte 0,000000139% din acțiuni.
Pe 17 ianuarie 2019 , emisia postului a fost suspendată pentru 10 minute , după decizia CNA de pe 15 ianuarie , pentru modul în care au fost transmise evenimentele din protestul din 10 august 2018 .
Pe 1 aprilie 2019, Curtea de Apel București și Justiție a respins planul de reorganizare a societății Realitatea Media și a declarat falimentul acesteia dar decizia nu a fost definitivă.
După decizia CNA de a nu prelungi licența postului, pe 30 octombrie 2019, la ora 23:59, postul tv Realitatea TV și-a încetat emisia după 18 ani.
Realitatea TV s-a închis miercuri, 30 octombrie 2019, la ora 23 și 59 de minute. Postul online Realitatea Plus a preluat grila de programe Realitatea TV, activitatea fiind continuata in regim de live stream pe site-ul propriu si pe YouTube. Reprezentanții postului au anunțat că există discuții pentru a introduce noul post în grilele operatorilor de cablu și satelit.

## VoxPublica
VoxPublica este o platformă de comentarii, bloguri și opinii, pe site-ul Realitatea TV.
Printre autori se numără Costi Rogozanu, Mihai Goțiu, Alin Fumurescu, Cristian Teodorescu, Monica Macovei, Remus Cernea, Stelian Tănase, Adriana Săftoiu, Nicușor Dan, Andrei Panțu, Constantin Crețan și Dorin Tudoran.
Website: http://voxpublica.realitatea.net/

## Realitatea FM

Sigla Realitatea FM

La data de 1 noiembrie 2007 a fost lansat postul de radio Realitatea FM, cu emisie în București, Sibiu, Cluj-Napoca, Sulina și Focșani.
A fost relansat la data de 20 octombrie 2008, devenind primul radio de tip news & talk din România și având sloganul „Știe ce spune”.
După desființarea serviciului BBC România, o parte din fosta echipă radio a BBC au venit la Realitatea FM,
de pe 1 septembrie realizând emisiuni proprii, ediții speciale și comentarii în studio.

## Stații locale ale Realitatea TV
Începând cu anul 2008, Realitatea TV a lansat stațiile locale din următoarele orașe:
Cluj (martie 2008),
Brașov (mai 2008),
Sibiu și Târgu-Mureș (septembrie 2008),
Timișoara (octombrie 2008),
Focșani și Alba-Iulia (noiembrie 2008),
Bistrița (februarie 2009),
Bacău (mai 2009)
În martie 2008, grupul Realitatea-Cațavencu și-a anunțat intenția de a deschide 30 de stații locale, pe parcursul a 3 ani, în cadrul unei investiții de circa 8 milioane de euro, printre orașele vizate fiind: Brașov, Deva, Mediaș, Râmnicu Vâlcea, Câmpulung Muscel, Sibiu, Constanța, Delta, Craiova, Timișoara, Vaslui sau Suceava.

### Realitatea TV Cluj
Statia locala Realitatea TV Cluj a fost deschisă în luna martie 2008. Initial, televiziunea a emis 6 jurnale de știri zilnic, la care se adăuga și un talk-show de seară.
"Am ales Clujul pentru a deschide prima stație locală Realitatea TV pornind de la potențialul economic, uman și jurnalistic pe care îl oferă. Clujul este doar primul punct Realitatea TV pe harta României, iar anul acesta (2008 - n.n.) urmează să fie deschise stații locale în Brașov, Sibiu, Timișoara, Constanța și Târgu Mureș", declara în 2008 George Petrule, la acea vreme directorul de dezvoltare rețea a stațiilor locale Realitatea TV, citat de wall-street.ro.
Programul de emisie a fost modificat la scurt timp după deschiderea paginii, numărul jurnalelor de știri fiind redus de la 6 la 5. Din luna august 2009 au rămas doar două jurnale difuzate în fiecare zi.
Pe fondul unor dificultăți economice (imposibilitatea plății chiriei pentru cădirea în care funcționa televiziunea și lipsa fondurilor pentru salarii), stația locală Realitatea TV Cluj și-a întrerupt emisia la sfârșitul lunii august 2010.
Stația locală Realitatea TV Cluj a fost redeschisă în noiembrie 2010, după trei luni de pauză.
La ora actuală, Realitatea TV Cluj emite aproape două ore pe zi. Programul conține două jurnale de știri în direct, de la 18:00 la 18:30 și de la 20:15 la 20:30. Jurnalele de știri sunt prezentate de jurnaliștii Claudia Chira și Ionel Lespuc. De la 20:30 la 21:00 este difuzat în direct talk-show-ul "Clujul în realitate", moderat alternativ de Mihai Hurezeanu, Claudia Chira și Ionel Lespuc.

## Prezența online
În anul 2009, situl televiziunii, realitatea.net a avut 1.372.000 de vizitatori unici în medie, lunar, și 21.107.000 de afișări, situându-se pe poziția de lider al siturilor de conținut din România, urmat de știrileprotv.ro (cu o medie de 1.287.000 vizitatori unici), libertatea.ro (1.261.000 de unici), gsp.ro (1.252 de mii de unici) și cancan.ro (1.192 de mii de unici).

## Misiunea postului Realitatea TV
Misiunea postului Realitatea TV a fost aceea „de a respecta nevoia de informație a publicului său”. Principiile care le ghidează demersul jurnalistic sunt obiectivitatea, acuratețea și profesionalismul, iar valorile sunt adevărul, curajul, sinceritatea și responsabilitatea socială, concretizată în campanii și proiecte.
După cum este spus pe pagina Despre noi Arhivat în 5 decembrie 2008, la Wayback Machine. de la Realitatea.net, caracteristicile știrilor transmise de Realitatea TV sunt:
- relevanța
- proximitatea (temporală și spațială)
- diversitatea

Telespectatorii joacă un rol foarte important în activitatea de la Realitatea; ei sunt invitați să comenteze pe site-ul realitatea.net știrile, cele mai bune comentarii fiind transmise pe post. De asemenea, Realitatea TV a înființat serviciul „Martor ocular”, care colectează fotografii și filme făcute de telespectatori și trimise la Realitatea.
Realitatea TV a făcut atât acte de caritate, ca teledonul organizat împreună cu World Vision, cât și diverse campanii care să rezolve nevoile cetățeanului de rând (xenofobia, taxele prea mari, etc.), câștigând astfel încrederea publicului.

## Jurnaliștii reprezentativi
Printre jurnaliștii reprezentativi ai Realității TV se numără:
- Elena Cordoneanu
- Nora Dincă
- Saviana Russu
- Eli Roman
- Oana Stănciulescu
- Delia Vrânceanu
- Petre Cătălin Fumuru
- Andra Miron
- Ion M. Ioniță
- Oreste Teodorescu

## Embleme
Emblemele Realitatea TV, din 2002, păstrează aceleași caracteristici: reprezintă un glob înconjurat de două „panglici” văzute în perspectivă, imitând aspectul unui atom.

## Critici
De-a lungul existenței sale, postul de televiziune a fost amendat de Consiliul Național al Audiovizualului pentru nereguli în reflectarea unor subiecte politice, precum și pentru nerespectarea dreptului la replică prevăzut în Codul de reglementare a conținutului audiovizual.
De asemenea, la 15 ianuarie 2019 postul Realitatea TV a fost sancționat cu amendă în cuantum de 5.000 de lei, de către CNA, în legătură cu informările referitoare la mitingul diasporei din 10 august 2018, și s-a decis suspendarea temporară a emisiei joi, 17 ianuarie 2019 între orele 19:00 și 19:10.